# Pomnik Harcerzy Września w Katowicach
Pomnik Harcerzy Września − odsłonięty 4 września 1983 pomnik upamiętniający męczeńską śmierć śląskich harcerzy, którzy we wrześniu 1939 stawili opór wkraczającym do Katowic niemieckim żołnierzom i bojówkarzom. Pomnik upamiętnia także harcerzy, którzy polegli lub zostali zamordowani w późniejszym okresie okupacji niemieckiej.

## Historia

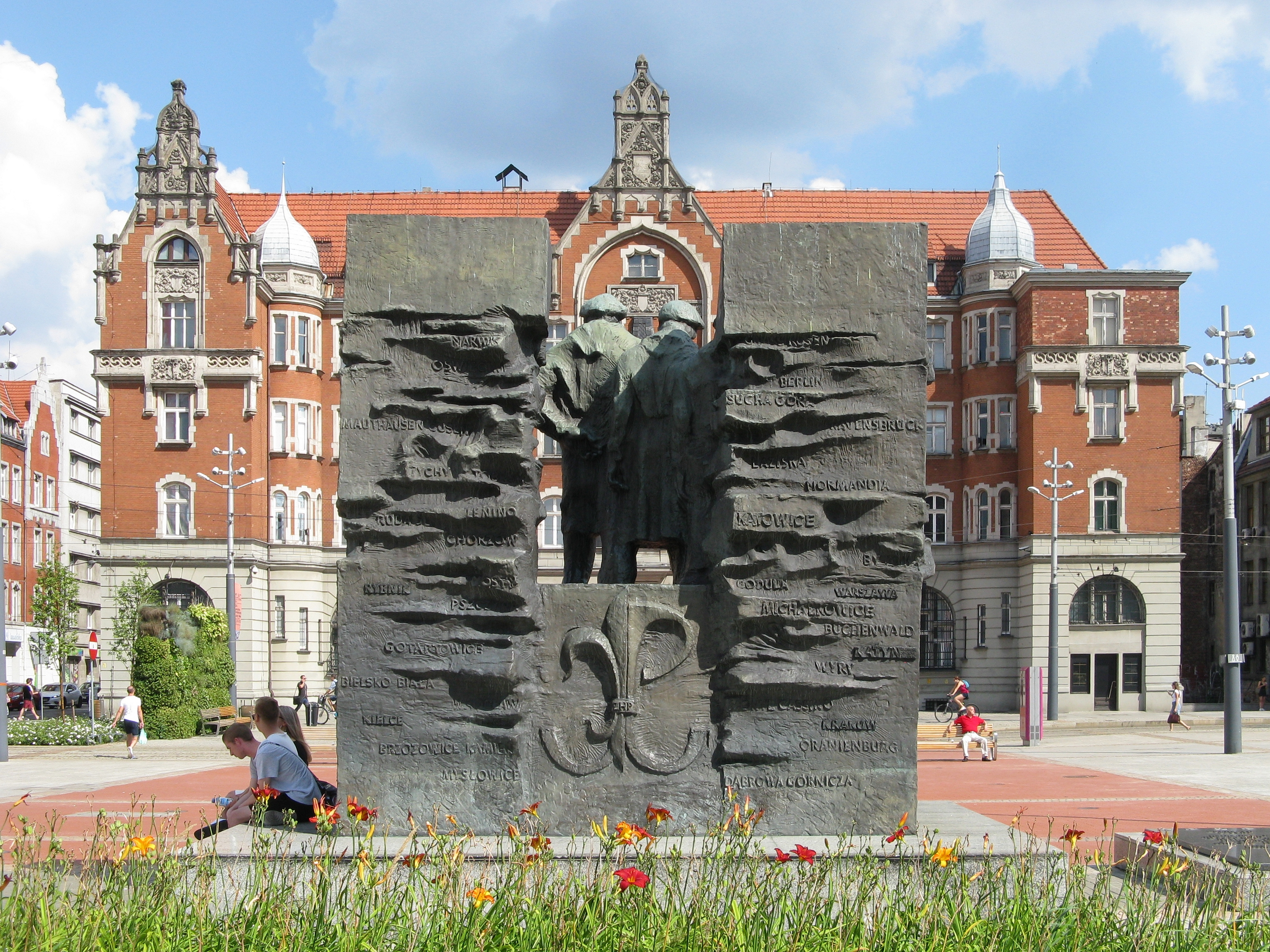
Tył pomnika (2018)

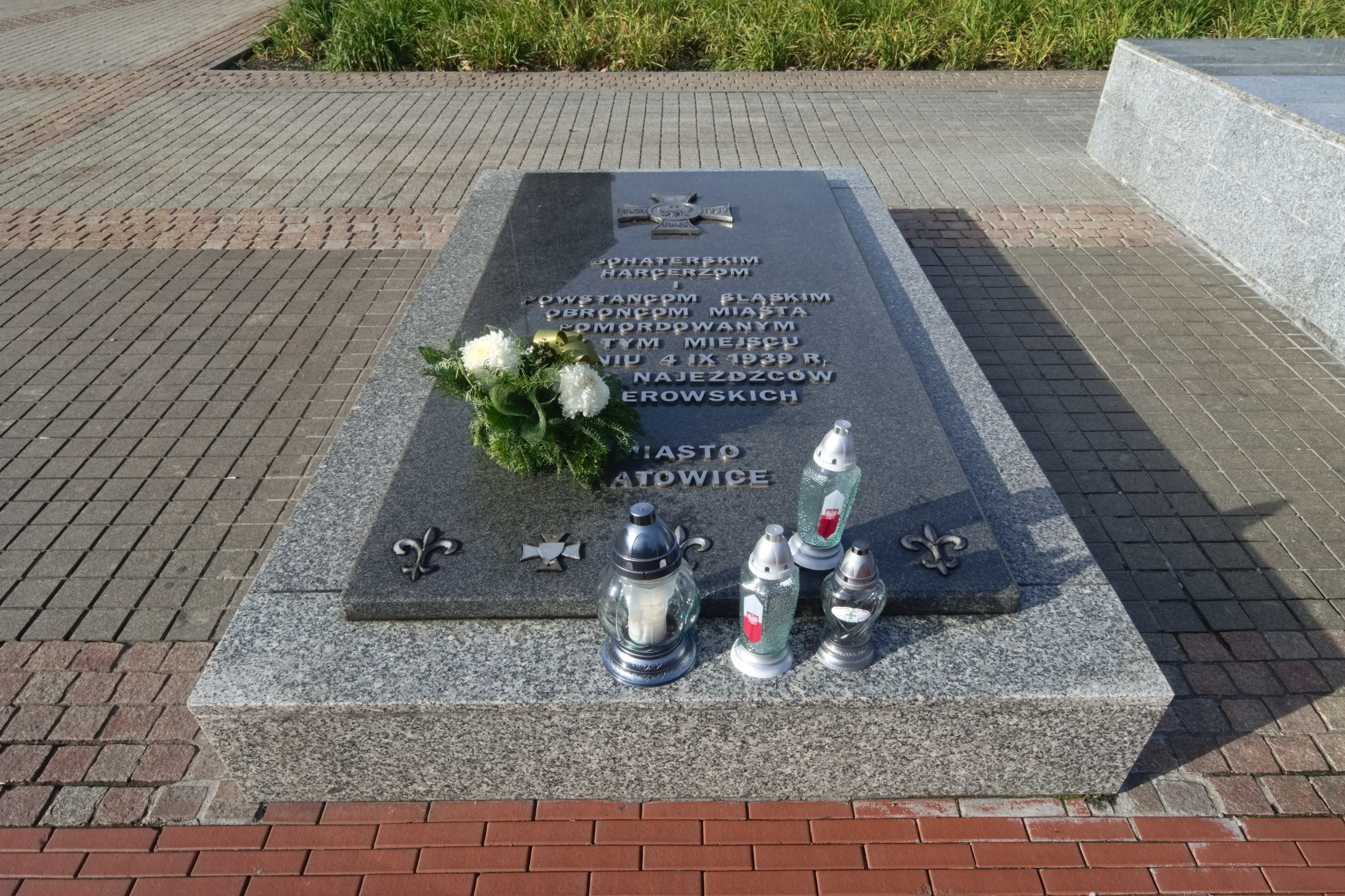
Płyta pamiątkowa na południe od pomnika (2023)

Pierwszym znanym z imienia i nazwiska polskim harcerzem na Górnym Śląsku, który zmarł w wyniku odniesionych ran postrzałowych był ćwik Ryszard Kot z Michałkowic. Jego postać to pierwszy przedstawiony na pomniku harcerz. Harcerze biorący udział w walkach, m.in. na ulicach Chorzowa i Katowic, byli rozstrzeliwani wraz z powstańcami i członkami innych organizacji. 4 września 1939 roku na katowickim rynku Niemcy rozstrzelali 80 osób. Kolejne egzekucje miały miejsce w Lasach Panewnickich i Pszczyńskich, Michałkowicach, Brzozowicach-Kamieniu oraz Gotartowicach. Harcerze trafiali do więzień i obozów koncentracyjnych.
Przedwojenni harcerze wstępowali do Związku Walki Zbrojnej, następnie do Armii Krajowej. W konsekwencji władze stalinowskie po II wojnie światowej starły się umniejszyć rolę harcerstwa w ruchu oporu, by jego etos jak najmniej był widoczny w historiografii i pamięci społecznej. Sprzeciwiano się jakiemukolwiek upamiętnieniu czynu harcerskiego z września 1939 roku w przestrzeni publicznej. W działania te osobiście zaangażowani byli Zdzisław Grudzień oraz Edward Gierek. 
O przetrwanie prawdy historycznej zabiegały rodziny bohaterów i przedwojenni instruktorzy harcerscy, m.in. Jerzy Kret. Upamiętnienia czynu harcerskiego w przestrzeni publicznej domagał się pisarz Kazimierz Gołba, wielokrotnie apelując w tej sprawie do władz województwa. W miejscu egzekucji na katowickim rynku stanął najpierw skromny pomnik, który przy przebudowie rynku jednak rozebrano. Tablicę z niego wmurowano na ścianie budynku przy ul. Skośnej. Wisiała do momentu rozbiórki domu, następnie powróciła na rynek. W 1967 władze planowały ponowne usunięcie tablicy. W jej miejscu miała stanąć kwiaciarnia. Usunięcia zaniechano po protestach ze strony społeczności. 
W latach 50. XX wieku w katowickich szkołach zorganizowano konkurs na uczniowski projekt pomnika. Mimo odpowiedzi ze strony młodzieży, władze nie zdecydowały się poczynienie jakichkolwiek starań o budowę pomnika. W 1964 roku zorganizowano konkurs rzeźbiarski na projekt, który wygrała praca Teresy Rauszer-Michałowskiej. Pomnik miał stanąć przy ul. Bankowej, gdzie wznoszono budynek nowej szkoły. Sprawa budowy pomnika harcerskiego została jednak wyciszona.
Kolejną próbę uczczenia harcerzy września podjęło Stowarzyszenie Architektów Polskich oraz Związek Polskich Artystów Plastyków. Rozpisano konkurs na projekt, którego wyniki ogłoszono we wrześniu 1969 roku. Wpłynęło 51 projektów. Nagrodzona została praca Ryszarda Trzcińskiego i Krzysztofa Majki z Krakowa. Informacja o konkursie ukazała się na łamach „Trybuny Robotniczej”. Dokumentacja konkursowa została zatrzymana w biurze Józefa Grygiela. Powołany został społeczny komitet budowy pomnika, na którego czele stanął przewodniczący Miejskiej Rady Narodowej w Katowicach, późniejszy prezydent miasta Paweł Podbiał. Społecznie zebrano 195 000 złotych oraz ponad tonę metali kolorowych. Pieniądze zdeponowane zostały na koncie Katowickiej Komendy Chorągwi ZHP. Do budowy pomnika nie doszło. Nie odpowiedziano też na inicjatywę ZBOWID-u, którego członkowie zaproponowali lepsze wyeksponowanie istniejącej tablicy.
Organizatorem kolejnego konkursu na projekt pomnika była w latach 70. XX wieku sekcja rzeźbiarska katowickiego oddziału Związku Polskich Artystów Plastyków. Wpłynęło 110 projektów. Wybrano pracę Tadeusz Ślimakowskiego z Chorzowa. Pomnik miał mieć formę ściany z karabinów z wplecionymi harcerskimi lilijkami. Gliwickie Zakłady Urządzeń Technicznych przyjęły zlecenie na wykonanie odlewu, a następnie wycofały się. Zaginęła również dokumentacja konkursowa wraz z nadesłanymi projektami.
Nowy konkurs na projekt pomnika zorganizowany został w 1979 roku przez Radę Artystyczną Sekcji Rzeźby przy katowickim Zarządzie Okręgu ZPAP. W jego przeprowadzenie zaangażowane były też: Katowickie Stowarzyszenie Społeczno-Kulturalne, Komenda Katowickiej Chorągwi ZHP oraz Komendy Hufca ZHP w Katowicach. Wybrano projekt Zygmunta Brachmańskiego. Po rozpatrzeniu wniosku Miejskiej Rady Przyjaciół Harcerstwa władze miasta wydały akt lokalizacyjny 19 września 1979 roku. W marcu 1981 roku powstał Społeczny Komitet Budowy Pomnika. Jego przewodniczącym był dh Juliusz Szaflik. W 1982 wydrukowano i rozprowadzano, m.in. wśród młodzieży szkół województwa katowickiego oraz lokalnych drużyn harcerskich cegiełki. Pomnik Harcerzy Września odsłonięto 4 września 1983 roku.
W uroczystości odsłonięcia pomnika uczestniczyli: Zbigniew Messner (I sekretarz KW PZPR), gen. Roman Paszkowski (wojewoda katowicki), hm. Janusz Woźniak (komendant chorągwi ZHP), dh Juliusz Szaflik (przewodniczący Społecznego Komitetu Budowy Pomnika), Helena Gołbowa (żona Kazimierza Gołby), hm. Adela Korczyńska, hm. Wojciech Niederliński, Jadwiga Sołtysowa (matka zamordowanego harcerza), hm. Edward Nowak (komendant Zagłębiowskiej Chorągwi Szarych Szeregów), hm. Jan Grzbiela, Rafał Kocik (uratowany z egzekucji na katowickim rynku), Alojzy Kot (brat zabitego harcerza Ryszarda Kota), hm. Emilia Węglorz (była komendantka), zuchy Katarzyna i Piotr Hańscy. Odczytano list prof. Henryka Jabłońskiego (przewodniczący Rady Państwa). Obecni byli również politycy: Waldemar Świrgoń, Jerzy Gała (wiceminister oświaty i wychowania), Józef Musioł (wiceminister sprawiedliwości), Wiesław Nowicki (WK PRON), Jerzy Jóźwiak (WK SD). Z koncertem Harcerska watra wystąpił zespół „Słoneczni”, który odznaczono Krzyżem „Za Zasługi dla ZHP”.
Pomnik poświęcił bp Janusz Zimniak.
Z okazji odsłonięcia pomnika katowickie Wydawnictwo „Śląsk” wznowiło książkę autorstwa Józefa Kreta Harcerze wierni do ostatka ze wstępem Krystyny Heskiej-Kwasniewicz. Wybity został też okolicznościowy pamiątkowy medal
.
W 2015 roku, w związku z przebudową rynku i odsłonięciem Rawy, pomnik przeniesiono o kilkadziesiąt metrów. Rzeka płynęła podziemnym korytem dokładnie pod pomnikiem. Pomnik Harcerzy Września ustawiono naprzeciw gmachu przy alei Korfantego 3, dawnej siedziby Muzeum Śląskiego.

## Opis

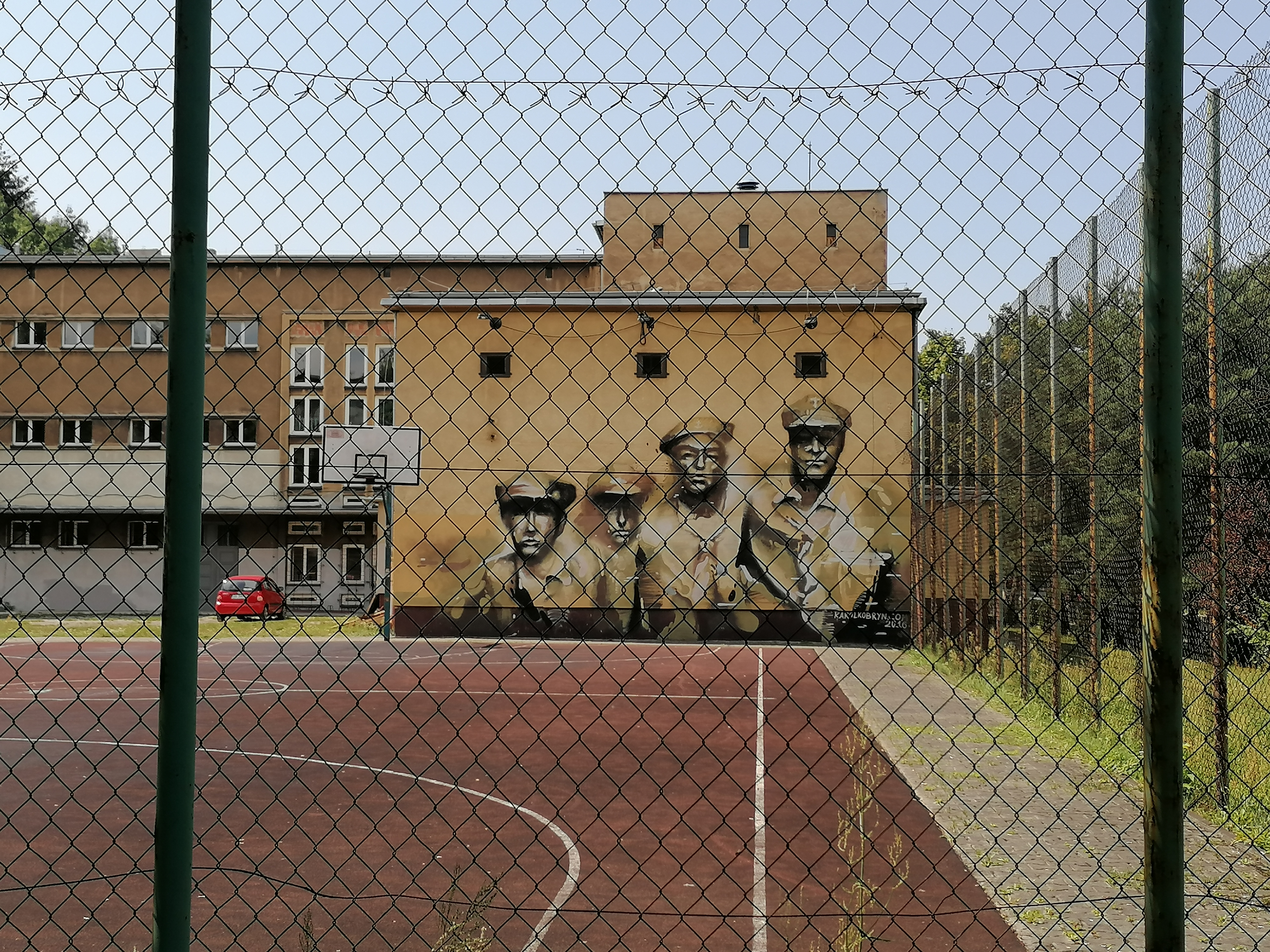
Mural w Ligocie (2022)

Pomnik znajduje się w centrum miasta na placu Obrońców Katowic, w pobliżu alei Wojciecha Korfantego i ul. ks. Piotra Skargi. Zlokalizowany jest w pobliżu nieistniejącego podwórza kamienicy przy ul. Zamkowej 2, na którym 4 września 1939 roku Niemcy zamordowali kilkudziesięciu harcerzy i powstańców śląskich. Autorami pomnika byli rzeźbiarz Zygmunt Brachmański oraz architekt Michał Kuczmiński. Na brązowym pomniku widnieje napis: Wszystko co nasze Polsce oddamy. Śląsk swoim harcerkom i harcerzom poległym w latach 1939–1945. Pomnik przedstawia wyłaniające się z tła cztery postacie młodych osób w mundurkach harcerskich. Dwie pierwsze postacie mają z tyłu zawiązane ręce.
Na tylnej stronie pomnika znajdują się nazwy miejsc kaźni oraz walk z okresu II wojny światowej: Narwik, Oświęcim, Mauthausen, Tychy, Lenino, Ruda Śl., Chorzów, Mosty, Rybnik, Pszczyna, Gotartowice, Bielsko-Biała, Wrocław, Kielce, Brzozowice Kamień, Mysłowice, Gross Rosen, Berlin, Sucha Góra, Ravensbruck, Łaziska, Normandia, Katowice, Bytom, Godula, Warszawa, Michałkowice, Buchenwald, Katyń, Wyry, Monte Cassino, Kraków, Oranienburg, Dąbrowa Górnicza.
O śląskich harcerzach obrońcach Katowic z września 1939 opowiada m.in. film Pawła Komorowskiego pt. Ptaki, ptakom z 1977, zrealizowanego na podstawie książki Wilhelma Szewczyka pod tym samym tytułem.

## Konotacje w kulturze
W 1994 roku Pomnik Harcerzy Września pojawił się w filmie Kazimierza Kutza Zawrócony. Filmowy bohater Tomasz Siwek bierze udział w wiecu przy pomniku. Podczas manifestacji Siwek wdrapał się na pomnik.